# Lala Mustafà Paixà
Lala Mustafà Paixà (o Lala Kara Mustafà Paixà) fou un militar, governador i gran visir otomà del segle xvi, mort el 1580.
Va néixer a Sokol (Bòsnia) en (c. 1500 – 1580) i va servir al saray imperial. Va tenir una carrera irregular. Damat Rüstem Pasha que exercia per segon cop com a gran visir (29 de setembre de 1555 a 10 de juliol de 1561) el va nomenar lala (tutor) del príncep Selim, amb la idea de perjudicar a aquest, però el resultat fou el contrari i Mustafà fou el principal inductor de les intrigues de Selim contra el seu germà Baiazet que van acabar amb l'execució d'aquest el 1561. Damat Rüstem Pasha el va fer relegar a funcions administratives a diversos llocs ocupant després el càrrec de wali de Damasc que va exercir uns 6 anys (vers 1563-1569). Sokollu Mehmed Pasha, gran visir des del 28 de juny de 1565, tot i ser compatriota, no el va afavorir inicialment.
Al començament del 1569 el sultà Selim II el va cridar a la capital per rebre el rang de kubbeweziri (cinquè visir); poc després el gran visir el va nomenar serasker (comandant en cap) al Iemen. Va anar a Egipte per agafar el comandament de les forces al Iemen i va tenir una greu disputa amb el wali egipci Koca Sinan Pasha per l'equipament militar. Sinan fou llavors nomenat al seu lloc i va haver de tornar a Istanbul, i només la protecció del sultà el va salvar de la mort.
El 1570 fou nomenat altre cop serasker de l'exèrcit que havia de conquerir Xipre. Va fer la conquesta amb èxit i va entrar a Nicòsia el juliol de 1570 i a Famagusta l'agost de 1571. Aquí es va produir la cruel execució del comandant venecià Marco Antonio Bragadino (17 d'agost de 1571) que havia efectuat una extraordinària resistència, i fou esquarterat junt amb altres defensors tot i que s'havien rendit a condició de poder sortir cap a Creta.
Va tornar a Istanbul i va aspirar a ser gran visir una vegada desaparegués Sokollu Mehmed Pasha, però el seu rival Sinan Pasha també aspirava al lloc. El 1577 es va declarar la guerra amb Pèrsia i els dos aspirants foren nomenats serasker, tot i que el nomenament de Sinan Pasha fou demorat. L'abril de 1578 Lala Mustafà va començar la campanya a Geòrgia i va obtenir al gran victòria de Çaldir l'agost de 1578, conquerint Tblisi i altres ciutats i viles. Després de l'assassinat del gran visir Sokollu el 12 d'octubre de 1579, el lloc va passar a Semiz Ahmed Paşa, un albanès gendre de Damat Rüstem Paixà, però a la mort d'aquest el 28 d'abril de 1580 Lala Kara Mustafa Paixà fou finalment nomenat (1 de maig). Malalt va deixar el càrrec el 7 d'agost de 1580 deixant pas al seu rival Koca Sinan Pasha i va morir l'octubre de 1580.
Va estar casat amb una neta del darrer sultà mameluc Kansawh al-Ghawri i era notablement ric, tot i que tenia reputació d'avar; no obstant amb els seus diners va fundar diverses mesquites i edificis públics a les ciutats on fou governador.